# Pterostygma

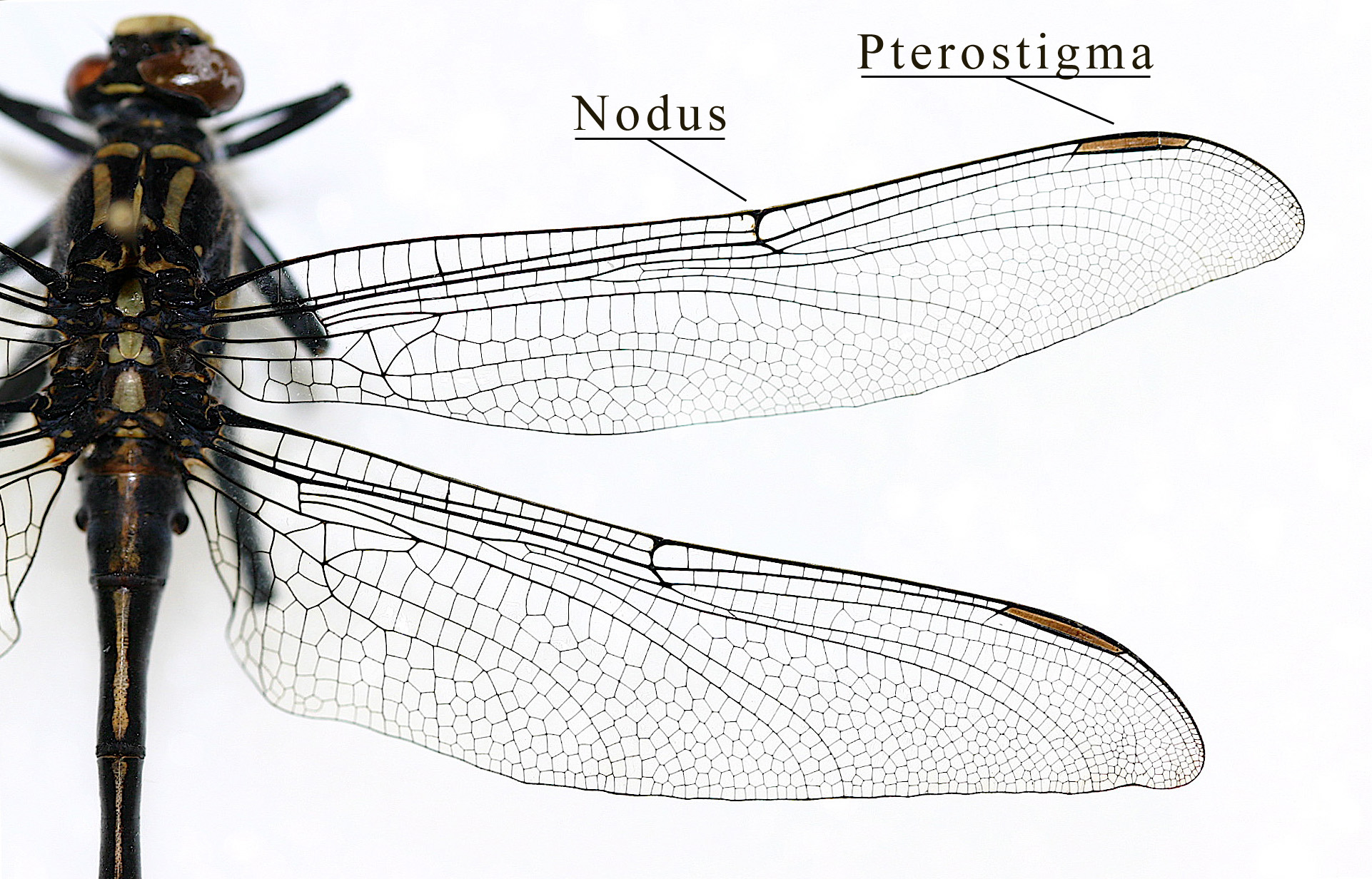
Pterostygma (pterostigma) i węzełek (nodus) na skrzydle ważki

Pterostygma (łac. pterostigma, stigma alaris), znamię skrzydłowe, plamka skrzydłowa, pterygostium – skleryt na przedniej krawędzi skrzydła owadów, częsty u ważek, błonkoskrzydłych, sieciarek, pluskwiaków, psotników, często odmiennie ubarwiony, stanowi cechę diagnostyczną w taksonomii, przez zwiększoną masę wpływa na moment bezwładności podczas lotu, co przekłada się na zwiększenie prędkości krytycznej podczas lotu ślizgowego.